# لورنزو الباروني
لورنزو الباروني (بالإيطالية: Lorenzo Baroni)‏ مواليد 23 فبراير 1990 في لوغو، هو متسابق دراجات نارية إيطالي. نافس في سباقات بطولة العالم لفئة 125 سي سي.

## روابط خارجية
- لورنزو الباروني على موقع WorldSBK.com (الإنجليزية)
- لورنزو الباروني على موقع CONI honoured athlete website (الإيطالية)